# Hofanlage Nordermoor 11
Die Hofanlage Nordermoor 11 in Elsfleth-Moorriem, Bauerschaft Nordermoor, stammt aus dem  19. Jahrhundert.

Aktuell (2023) wird sie landwirtschaftlich genutzt.
Die Gebäude stehen unter Denkmalschutz (siehe auch Liste der Baudenkmale in Elsfleth).

## Geschichte
Die Hofanlage auf einer Wurt auf einem schmalen Grundstück mit markantem Baumbestand aus Kastanien an der Straße besteht aus
- dem eingeschossigen traufständigen Wohn- und Wirtschaftsgebäude von um 1800 (Inschrift über dem Tor) als früheres Zweiständer-Hallenhaus in Fachwerk mit Steinausfachungen, mit reetgedecktem Krüppelwalmdach und Niedersachsengiebel sowie der Grooten Door mit Korbbogen; erhalten blieb der denkmalgeschützte Wirtschaftsgiebel, der Rest des Gebäudes wurde 2006 bis auf die ersten drei Ständerwerke abgebrochen und durch den Neubau eines Stalles ersetzt,[2]
- der eingeschossigen giebelständigen Scheune aus der ersten Hälfte des 19. Jahrhunderts in Fachwerk und Ankerbalkenkonstruktion mit Steinausfachungen, mit Walmdach und Querdurchfahrt sowie mehreren jüngeren Anbauten[3]
- sowie dem nicht denkmalgeschützten Wohnhaus und weiteren Nebenanlagen.

Das Landesdenkmalamt befand: „… geschichtliche Bedeutung … als beispielhafte Hofanlage der Zeit um 1800 und der 1. Hälfte des 19. Jhs.“